# Symplecta pilipes
Symplecta pilipes is een tweevleugelige uit de familie steltmuggen (Limoniidae). De soort komt wereldwijd voor.